# Euromobil
EUROMOBIL est un ensemble de programmes multimédias interactifs d’apprentissage de langue et d’information pour neuf langues européennes. Le projet EUROMOBIL a été lancé en 1999 en vue de soutenir la mobilité étudiante. EUROMOBIL a été élaboré avec le soutien de la Commission Européenne (Socrates/Lingua2). EUROMOBIL peut être utilisé en autonomie par les étudiants ou bien dans des cours avec un tuteur ou un professeur. Avec les programmes hors ligne (qui incluent des liens vers l’Internet), les étudiants peuvent se préparer à faire des études à l’étranger et à faire face aux situations de la vie quotidienne dans leur pays d’accueil.

## Programmes EUROMOBIL et niveaux de langue
Les langues cibles sont l'allemand, l'anglais, le finnois, le français, le hongrois, le polonais, le portugais, le tchèque et le roumain. Les programmes EUROMOBIL ont été conçus à partir d’analyses des besoins et en étroite collaboration avec les étudiants. Par conséquent, les programmes pour les différentes langues diffèrent par les niveaux qu’ils proposent, leurs contenus et les compétences visées en fonction des besoins spécifiques des étudiants en mobilité dans chaque pays.

### Programmes de niveau débutant
- Langues: finnois, hongrois, polonais, portugais, tchèque et roumain
- Objectifs: apport d’informations sur la langue cible et sur le pays, préparation à des études et à la gestion des situations de la vie quotidienne en Finlande, en Hongrie, en Pologne, au Portugal, en République Tchèque et en Roumanie
- Contenus spécifiques à chaque pays: études, services, loisirs, bibliothèque (programme finlandais), guide de voyage (programme hongrois)
- Activités: pratique du vocabulaire et de courtes phrases, compréhension orale et écrite, production orale (programme finlandais) et écrite, discussion sur le forum EUROMOBIL
- Bilingues: anglais langue d’interface

### Programmes de niveau avancé
- Langues: allemand, anglais, français (activités de niveau novice et intermédiaire dans le programme  français)
- Objectifs: préparation pour suivre les cours dans la langue du pays d’accueil (Allemagne, Royaume-Uni, France)
- Contenus spécifiques à chaque pays: conseils pour les études, cours magistraux, séminaires, examens, arrivée à l’université, déroulement du séjour, départ (programme français)
- Activités: compréhension orale, pratique du vocabulaire et des stratégies d’interaction, évaluation de la communication orale, production orale et écrite, discussion sur le forum EUROMOBIL
- Unilingues

Les programmes de niveau débutant incluent une variété de courts documents audios et vidéos. Les activités de niveau avancé s’appuient sur des documents vidéos authentiques et semi-authentiques et sont centrées sur la pratique des compétences de communication orale.

## Lien
- Site officiel du projet